# Parti du centre moderne
Le Parti du centre moderne (en slovène : Stranka modernega centra, SMC) est un parti politique slovène d'orientation social-libérale fondé sous le nom de Parti de Miro Cerar (Stranka Mira Cerarja, SMC) par l'avocat Miro Cerar.

## Historique

### Fondation
Le Parti de Miro Cerar (Stranka Mira Cerarja) est officiellement créé le 2 juin 2014, à la suite de la dissolution du gouvernement Bratušek en 2014.
Le parti reçoit 34,61 % des suffrages exprimés lors des élections législatives du 13 juillet 2014 et remporte 36 sièges à l'Assemblée nationale. Le 18 septembre, Miro Cerar constitue son gouvernement avec les sociaux-démocrates et les centristes. Le 21 novembre 2014, le congrès de l'Alliance des démocrates et des libéraux pour l'Europe accepte le Parti de Miro Cerar comme membre.
Lors d'un congrès convoqué le 7 mars 2015, il prend le nom de Parti du centre moderne, conservant son acronyme de SMC.

### Après les élections de 2018
Le SMC est nettement défait aux élections législatives du 3 juin 2018, recueillant moins de 10 % des voix. Il s'associe deux mois plus tard avec quatre autres partis de centre gauche, dont le plus important est la Liste de Marjan Šarec (LMŠ), pour constituer une coalition gouvernementale dirigée par Marjan Šarec.
Devenu ministre des Affaires étrangères, Miro Cerar renonce lors du congrès du 23 septembre 2019 à présider le parti, cédant ce rôle au ministre de l'Économie Zdravko Počivalšek. Miro Cerar annonce le 2 mars 2020 qu'il quitte son parti après que Počivalšek a décidé de se joindre au Parti démocratique slovène (SDS) de Janez Janša pour former une nouvelle majorité parlementaire, après la chute du gouvernement Šarec.
En janvier 2021, le SMC joint une alliance appelée Connectons la Slovénie, qui regroupe divers partis, allant centre-droit au centre-gauche, comme le Parti populaire ou les Verts de Slovénie.
Le 4 décembre 2021, Počivalšek annonce que le SMC fusionne avec le Parti de l'activité économique. Cette nouvelle formation prend le nom de Concrètement.

## Résultats électoraux

### Élections législatives
| Année | %    | #     | Députés | Gouvernement                             |
| ----- | ---- | ----- | ------- | ---------------------------------------- |
| 2014  | 34,6 | 1er   | 36 / 90 | Cerar                                    |
| 2018  | 9,8  | 4e () | 10 / 90 | Šarec (2018-2020), Janša III (2020-2022) |

### Élections européennes
| Année | %   | #   | Députés | Groupe              |
| ----- | --- | --- | ------- | ------------------- |
| 2019  | 1,6 | 12e | 0 / 8   | Extra-parlementaire |